# Мечеть Ар-Рахман
Мечеть Ар-Рахман (рум. Moscheea ar-Rahman) или Мечеть Крынгаши рум. Moscheea din Crângași — мечеть в столице Румынии городе Бухарест. Первая мечеть построенная после Румынской революции.     

## История
Центром духовной жизни мусульман Бухареста с начала XX века была Мечеть Кароль-Хунчиар, построенная в парке Кароля I и перенесённая при коммунистическом режиме в район площади Героев Революции. Первой мечетью в городе, построенной после падения коммунистического режима, является Ар-Рахман. Строительство мечети началось в 1993 году и было завершено через год. Мечеть была перестроена в 2002 году.

## Описание
Мечеть Ар-Рахман расположенная на 1-й улице Гор Гургиу в районе Крынгаши. Она находится на 5 этаже в здании исламского культурного центра Полумесяца. Здание культурного центра занимает 2500 м² из которых 500 м² занимает мечеть. Посещать мечеть могут как мужчины так и женщины.
Мечеть постоянно открыта и может совершать любой исламский ритуал. 